# Гелен Брук Тассіг
Гелен Брук Тассіґ (англ. Helen Brook Taussig; 24 травня 1898 — 20 травня 1986) — американська лікарка — засновниця дитячої кардіології. Розробила концепцію паліативної хірургічної операції, що дозволяє продовжити життя дітям з тетрадою Фалло, реалізованою на практиці кардіохірургом Альфредом Блейлоком (операція Блейлока-Тассіґ).
Член Національної академії наук США (1973).

## Дитинство і юність
Гелен Брук Тассіґ народилася в місті Кембридж (штат Массачусетс) у сім'ї економіста Френка Тассіґа і його дружини Едіт (до шлюбу Томас), яка однією з перших здобула освіту у коледжі Редкліфф. Мати померла від туберкульозу, коли Гелен було 11 років. Гелен і сама заразилася туберкульозом та хворіла кілька років, що ускладнило для неї навчання у школі. Ще однією проблемою, яка заважала їй вчитися, була дислексія.